# Yttre Trutmyrtjärnen
Yttre Trutmyrtjärnen är en sjö i Skellefteå kommun i Västerbotten och ingår i Åbyälven-Byskeälvens kustområde.